# Carlia amax
Espèce
Synonymes
- Carlia johnstonei grandensis Storr, 1974

Carlia amax est une espèce de sauriens de la famille des Scincidae.

## Répartition
Cette espèce est endémique d'Australie. Elle se rencontre en Australie-Occidentale, dans le Territoire du Nord et au Queensland.

## Étymologie
Cette espèce est nommée en l'honneur de l'entreprise Amax pour leur hospitalité.

## Publication originale
- Storr, 1974 : The genus Carlia (Lacertilia: Scincidae) in Western Australia and Northern Territory. Records of the Western Australian Museum, vol. 3, no 2, p. 151-165 (texte intégral).